# رونالد كويفمان
رونالد كويفمان (بالإنجليزية: Ronald Coifman)‏ هو عالم إسرائيلي في مجال رياضيات ولد في 1941 في، حائز على جائزة قلادة العلوم الوطنية الأمريكية.

## وصلات خارجية
- الموقع الرسمي لجائزة قلادة العلوم الوطنية الأمريكية